# Rue Martin Bernard
La rue Martin Bernard est une voie du 13e arrondissement de Paris située dans le quartier de la Maison-Blanche.

## Situation et accès
La rue Martin Bernard est desservie à proximité par la ligne 7 à la station Tolbiac.

## Origine du nom
Elle porte le nom de l'homme politique Martin Bernard (1808-1883). 

## Historique
Cette rue, ouverte en 1883 par la ville de Paris, prend sa dénomination actuelle le 30 août 1884.

## Bâtiments remarquables et lieux de mémoire
- L'arrière de l'église Sainte-Anne de la Butte-aux-Cailles.